# Irish Open 1906
Die Irish Open 1906 waren die fünfte Austragung dieser internationalen Meisterschaften von Irland im Badminton. Bei dieser Auflage wurden nur drei Disziplinen ausgetragen, auf die Ausspielung von Dameneinzel und Damendoppel wurde verzichtet.

## Finalresultate
| Disziplin    | Sieger                                    | Finalist                          | Ergebnis     |
| ------------ | ----------------------------------------- | --------------------------------- | ------------ |
| Herreneinzel | Henry Norman Marrett                      | Arthur Cave                       | 15–5, 15–12  |
| Herrendoppel | Henry Norman Marrett Albert Davis Prebble | Norman Wood Arthur Cave           | 15–10, 15–7  |
| Mixed        | Norman Wood Hazel Hogarth                 | Henry Norman Marrett G. L. Murray | 15–12, 15–10 |